# Макријан Млађи
Тит Фулвије Јуније Макријан (умро 261. године), познат као Макријан Млађи, био је римски узурпатор. Био је син Макријана Старијег.
Мајка Макријана Млађег је била племенитог порекла и њено име је било, највероватније, Јунија. Уз помоћ свог оца, Макријан Млађи је заједно са братом Квијетом, проглашен за римског цара 260. године, за време владавине цара Валеријана. Заједно са оцем кренуо према западу, да се супротстави трупама под командом Галијена. Поразио га је 261. године Ауреол и Макријан Млађи је заједно са оцем изгубио живот.